# Dan Chaon
Œuvres principales
- Parmi les disparus

Dan Chaon, né le 11 juin 1964 à Sidney dans le Nebraska, est un romancier et nouvelliste américain.

## Biographie
Dan Chaon publie un premier recueil de nouvelles, Fitting Ends en 1996, puis un second en 2001, Among the Missing. Tous deux furent des succès critiques. Le dernier fut le finaliste du National Book Award et a également été nommé un des dix meilleurs livres de l'année par la American Library Association ainsi que remarqué comme un livre important par le New York Times.
Ses nouvelles ont gagné de nombreux prix dont le prix Pushcart et le O. Henry Award.
Son premier roman, You Remind Me of Me est publié en 2004.
En 2006, il obtient un Academy Award en littérature auprès de la prestigieuse American Academy of Arts and Letters.

## Œuvres

### Romans
- Le Livre de Jonas, Albin Michel, 2006 ((en) You remind Me of Me, 2004)
- Cette vie ou une autre, Albin Michel, 2011 ((en) Await Your Reply, 2009)
- Une douce lueur de malveillance, Albin Michel, 2018 ((en) Ill Will, 2017)
- Somnambule, Albin Michel, 2024 ((en) Sleepwalk, 2022)

### Recueils de nouvelles
- (en) Fitting Ends, 1996
- Parmi les disparus, Albin Michel, 2002 ((en) Among The Missing, 2001)
- Surtout rester éveillé, Albin Michel, 2014 ((en) Stay Awake, 2012)